# Lissophiothrix delicata
Lissophiothrix delicata är en ormstjärneart som beskrevs av Hubert Lyman Clark 1938. Lissophiothrix delicata ingår i släktet Lissophiothrix och familjen Ophiothrichidae. Inga underarter finns listade i Catalogue of Life.